# Bruchko
Bruchko é um livro autobiográfico de Bruce Olson, que conta a história de seu trabalho como missionário cristão junto ao povo Motilone Barí, uma tribo indígena da Colômbia e Venezuela.
O livro começa descrevendo a incomum experiência de conversão ao Cristianismo de Olson em uma igreja que não o reconhecia. Mais tarde, ele afirma ter sentido um chamado distinto de Deus para se mudar para a América do Sul e compartilhar sua fé com a tribo Motilone, próxima à fronteira da Colômbia com a Venezuela, apesar dos avisos sobre a suposta violência e assassinatos deles. Após anos de doenças, tortura e outras desventuras, ele finalmente ganha aceitação com os Motilones. Largamente através de sua amizade com Bobarishora (“Bobby”), Olson (“Bruchko”) apresenta o Cristianismo à tribo. Ele relata sua descoberta pessoal de que o próprio Jesus conduzirá Sua igreja, que o Evangelho não requer a destruição da cultura indígena, e que o sofrimento é muitas vezes uma parte necessária da vida Cristã.